# Rébus (film, 1989)
Pour les articles homonymes, voir Rébus (homonymie).
Pour plus de détails, voir Fiche technique et Distribution.
Rébus (Rebus) est un film dramatique italien réalisé par Massimo Guglielmi (it) et sorti en 1989.
Le film est basé sur la nouvelle homonyme Rebus écrite par Antonio Tabucchi ; l'écrivain a participé à l'écriture du scénario.

## Fiche technique
- Titre français : Rébus[1]
- Titre original italien : Rebus[2]
- Réalisateur : Massimo Guglielmi (it)
- Photographie : Antonio Tabucchi, Sergio Vecchio
- Montage : Carlo Fontana
- Musique : Bernard Aubouy, Michel Vionnet
- Décors : David Bassan, Gérard Viard
- Production : Mario Cecchi Gori, Vittorio Cecchi Gori, Roberto Vincenzo, Roberto Cicutto
- Sociétés de production : Cecchi-Gori Group Tiger Cinematografica, Aura Film, Rai 3
- Pays de production :  Italie
- Langue originale : italien
- Format : Couleur - Son Dolby - 35 mm
- Durée : 122 minutes
- Genre : Drame psychologique
- Dates de sortie :
  - Italie : 16 février 1989
  - France : 30 mai 1990

## Distribution
- Charlotte Rampling : Miryam, Comtesse du Terrail
- Christophe Malavoy : Carabas
- Fabrizio Bentivoglio : Raul
- Massimo Venturiello : Secrétaire de Du Terrail
- Margareta von Krauss : Joan
- Jacques Herlin : Albert
- Massimo Girotti : Comte Valery du Terrail
- Cosimo Cinieri